# 光孝寺 (泰州市)
光孝寺（こうこうじ）は、中華人民共和国江蘇省泰州市海陵区城中街道五一路90号にある仏教寺院。

## 歴史
光孝寺は東晋の義熙年間（405年 - 418年）に建立された。
1982年3月に江蘇省の省級保護単位となり、2010年6月に泰州市文物保護単位に指定された。

## 伽藍
山門殿、天王殿、大雄宝殿（最吉祥殿）、蔵経楼

## 文化財
- 五代十国時期の銅鐘
- 清の乾隆年間の『大蔵経』